# Fakultativer Unterricht
Der fakultative Unterricht ist ein Angebot für besonders begabte Schüler. Es ist zusätzlicher und freiwilliger Unterricht in bestimmten Fächern.
Fakultativen Unterricht gibt es zum Beispiel an der KSOe in der Schweiz und am Deutsch-Französischen Gymnasium in Saarbrücken.
Der fakultative Unterricht war auch eine Unterrichtsform in der DDR und in verringerter Form in der Wendezeit. Er fand außerhalb der normalen Unterrichtszeit statt und war freiwillig. Nach der Entscheidung für einen oder mehrere fakultative Kurse waren diese verpflichtender Unterricht. Die Anwesenheit wurde kontrolliert. Die Strenge der Umsetzung wurde von Schule zu Schule unterschiedlich gehandhabt und konnte nach etwaigen wiederholten Verfehlungen (wie etwa häufiges unentschuldigtes Fernbleiben) zum Ausschluss führen. Am fakultativen Unterricht konnten Schüler aus verschiedenen Parallelklassen teilnehmen. Teilweise gab es bestimmte Mindestleistungen, die erreicht werden mussten, damit man am fakultativen Unterricht teilnehmen konnte. Das betraf hauptsächlich sehr begehrte fakultative Kurse, wie bspw. Informatik. Die Mindestvoraussetzungen waren demnach als ein Mittel zur Steuerung des Zulaufs an Teilnehmern zu bewerten.
Obligatorisch wurde zum Beispiel Russisch gelehrt. Dagegen fand der Englisch- bzw. Französisch-Unterricht in der POS als fakultativer Unterricht statt. Noten für fakultativen Sprachunterricht fanden sich auch auf den Jahresabschlusszeugnissen wieder, hatten aber keinen Einfluss auf die Versetzung. Welche zweite Fremdsprache als fakultativer Unterricht in der POS angeboten wurde, oblag der Schule. Schüler oder Eltern hatten darauf in der Regel keinen Einfluss. Hauptsächlich war es Englisch, in einigen Fällen Französisch, selten Spanisch. In der EOS war eine zweite Fremdsprache dann ebenfalls obligatorisch.
Zusätzlich zu dem normalen Unterricht konnte man auch in einigen Fächern an fakultativem Unterricht auch in naturwissenschaftlichen Fächern teilnehmen, zum Beispiel in Mathematik an einem Kurs zum Thema der Komplexen Zahlen oder Chemie mit erweiterten Versuchsreihen in organischer Chemie. Die behandelten Themen richteten sich neben den pädagogischen Vorgaben auch an den Interessen der teilnehmenden Schüler.
In künstlerischen Fächern gab es den wahlobligatorischen Unterricht, wahlweise konnte man im 11. und 12. Schuljahr der EOS entweder am Musikunterricht oder an Kunsterziehung (Zeichnen) teilnehmen.
Nach der Wiedervereinigung gab es ähnliche Systeme zur Gestaltung des Unterrichts im Gymnasium in Form des Kurssystems.